# 迪佳蒂奇
49°43′34″N 23°20′38″E / 49.72611°N 23.34389°E
迪佳蒂奇（羅馬化：Dydiatychi）是烏克蘭西部的村莊，隸屬利維夫州的亞沃里夫區。該村始建於1946年，面積1.43平方公里，海拔高度255米，2001年人口347，人口密度每平方公里243.34人。